# دیوید واس
دیوید واس (انگلیسی: David Was؛ زادهٔ ۲۶ اکتبر ۱۹۵۲) آهنگساز، موسیقی‌دان، و تهیه‌کننده موسیقی اهل ایالات متحده آمریکا و یکی از پایه‌گذاران گروه واس (نات واس) است.
او به‌همراه دان واس، پایه‌گذار گروه موسیقی واس (نات واس) است.
وی تهیه‌کنندهٔ دو آلبوم موسیقی برای سریال تلویزیونی پرونده‌های ایکس بود و یکی از ترانه‌هایش در گروه واس (نات واس) نیز توسط کویین لطیفه در کارتون عصر یخبندان: ظهور دایناسورها بازخوانی شد.